# Gnophos blanca
Gnophos blanca là một loài bướm đêm trong họ Geometridae.